# Książeczka żeglarska

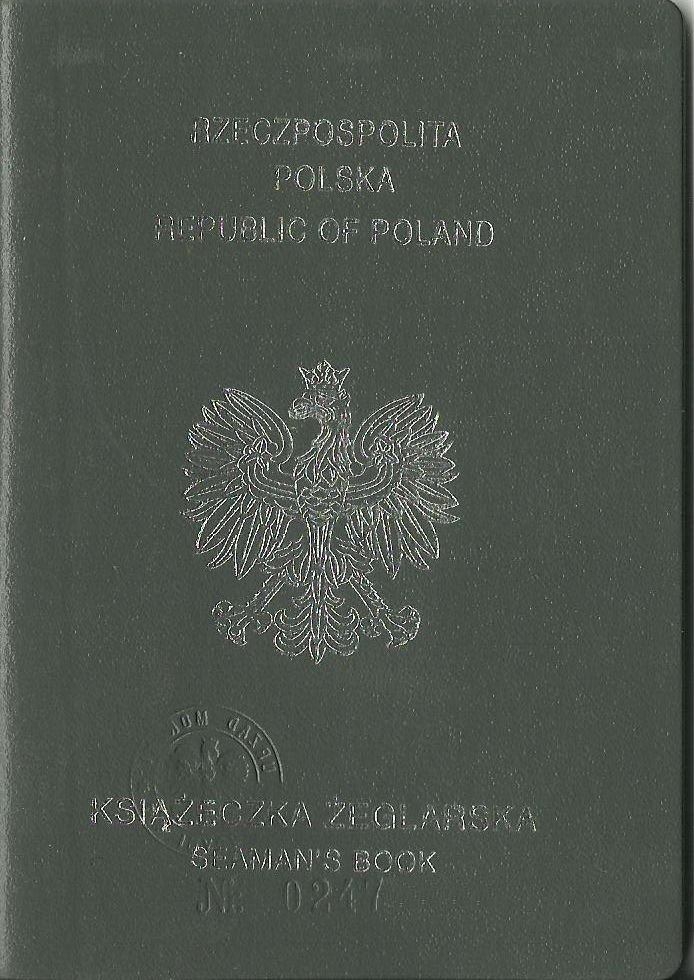
Okładka polskiej książeczki żeglarskiej

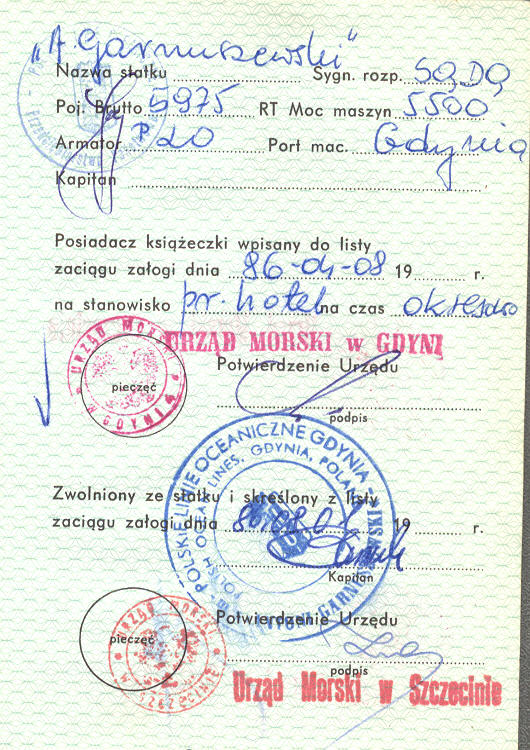
Przykład wpisów w książeczce żeglarskiej

Książeczka żeglarska  (książka żeglarska) – podstawowy dokument marynarzy zatrudnionych na statkach handlowych, stwierdzający tożsamość, dokumentujący przebieg pracy oraz umożliwiający przekraczanie granicy morskiej i pobyt we wszystkich portach świata. Książeczkę żeglarską wydaje organ administracji rządowej niezespolonej – Dyrektor Urzędu Morskiego, a za granicą placówki konsularne. Książeczka żeglarska ma status paszportu służbowego przy przekraczaniu innych granic niż morska – np. przy wymianach załogi dokonywanych za granicą lub też po utracie paszportu książeczka żeglarska umożliwia powrót do Polski.
W odróżnieniu od procedur przyznawania paszportów nie we wszystkich państwach trzeba być obywatelem danego państwa, aby otrzymać jego książeczkę żeglarską. Można też posiadać książeczki żeglarskie wielu państw.

## W Polsce
W Rzeczypospolitej Polskiej sprawy związane z książeczkami żeglarskimi regulują następujące akty prawne:
- Ustawa z dnia 5 sierpnia 2015 r. o pracy na morzu (Dz.U. z 2023 r. poz. 2257)
- Rozporządzenie Ministra Infrastruktury z dnia 27 września 2023 r. w sprawie książeczki żeglarskiej (Dz.U. z 2023 r. poz. 2080).